# Nu Metalcore
A Nu Metalcore a Metalcore és a Nu metal keveredésével jött létre a 2000-es években, de a 2010-es években terjedt el. Néhány zenekar keverte a hangzást az R&B, Pop, Post-hardcore, Deathcore-ral. A zene használja a tipikus Metalcore éneket és a Nu metal rappelést.

## Eredet
A 2010-es években a zenét olyan Deathcore és Metalcore zenekarok terjesztették el, mint az Emmure, Of Mice & Men, Suicide Silence, Issues. A Suicide Silence The Black Crown albuma tartalmazta a Nu metal és a Deathcore hangzását, és az album felkerült a Billboard 200-as lista 28. helyére. Az Of Mice & Men 2014-es Restoring Force című albuma Nu metal-ra nagyon emlékeztető Metalcore-os hangzást hozott létre, és a Billboard 200-as listáján a 4. lett. A Bring Me the Horizon 2015-ös That’s The Spirit című albuma már kevésbé tartalmazta a Metalcore hangzást, de azért még Nu Metalcore-nak vehető az album. Ez az album a Billboard 200-as listán a 2. helyet érte el.

## Előadók
- Attila
- Bring Me the Horizon
- Demon Hunter
- Emmure
- Issues
- Motionless in White
- Of Mice & Men
- Suicide Silence